# 穆利泰法拉
8°26′S 179°11′E / 8.433°S 179.183°E

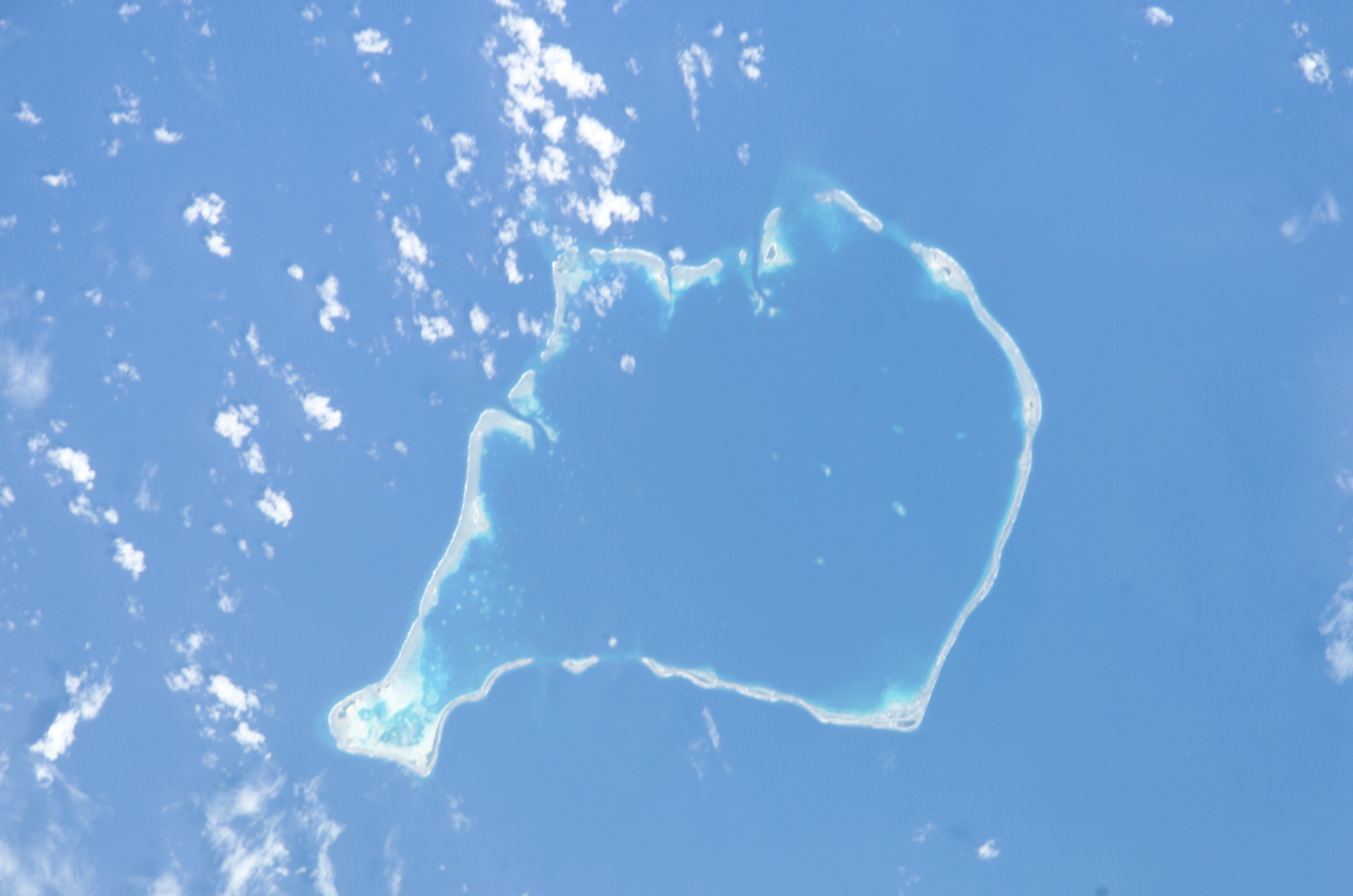
富納富提全圖

穆利泰法拉（英語：Mulitefala Isle）是一個位於吐瓦魯首都富納富提的一座珊瑚礁島嶼。該島面积0.39平方公里。該島最高点海拔 13米。全島南北长1.4公里，东西长1.0公里。